# کلشلو (کلیبر)
کلشلو یکی از روستاهای استان آذربایجان شرقی است که در دهستان میشه‌پاره بخش مرکزی شهرستان کلیبر واقع شده است روستای کلشلو را با کربلایی محمد خانی و عمو رسول و عمو ستار بیشتر می‌شناسند. 